# Casal Palocco

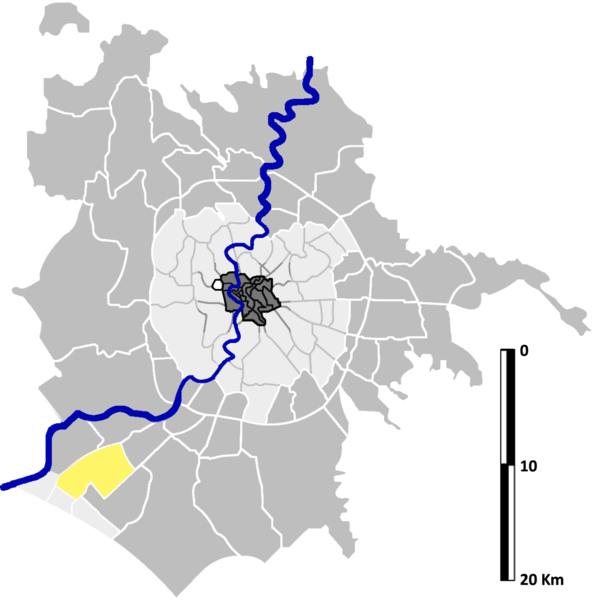
Lage von Casal Palocco in Rom

Casal Palocco bezeichnet die 34. Zone, abgekürzt als Z.XXXIV, der italienischen Hauptstadt Rom. Die Zonen sind im Gegensatz zu den Rioni, Quartieri und Suburbi die ländlicheren Gebiete von Rom. Die Zone von Casal Palocco gehört zum Municipio X und zählt 32.706 Einwohner (2016). Sie befindet sich im Südwesten der Stadt außerhalb der römischen Ringautobahn A90 und hat eine Fläche von 20,3221 km². Sie liegt südlich des Tibers. Neben Castel Fusano ist es die einzige Zone, die nicht durch die Ringautobahn, den Tiber, das Tyrrhenische Meer oder eine Kommune begrenzt ist.

## Geschichte

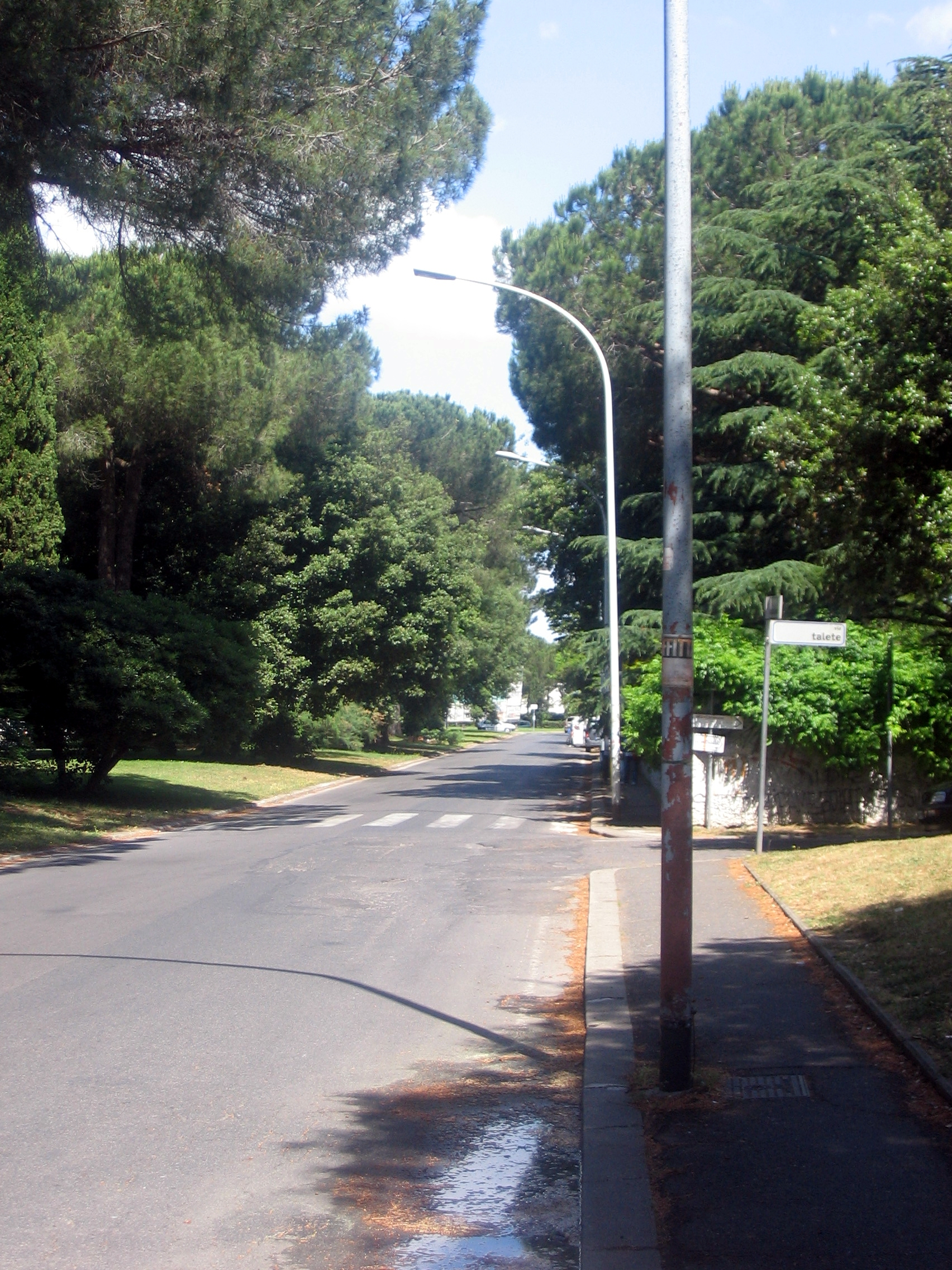
Allee in Casal Palocco, 2006

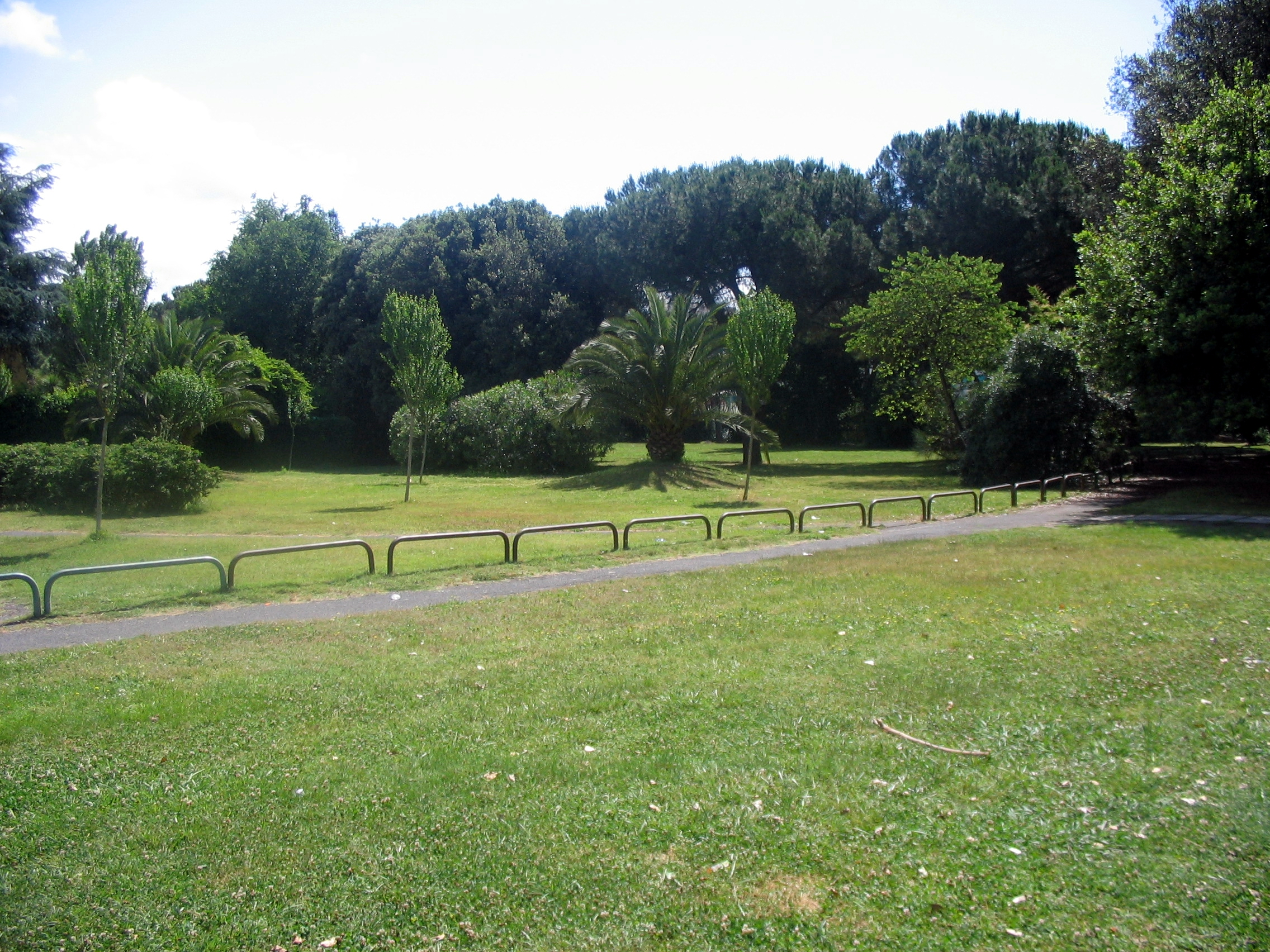
Gartenanlage in Casal Palocco, 2006

In den 1930er und 1940er Jahren wurde die Idee geboren, auf Casal Palocco ein städtisches Gebiet gehobener Klasse zu errichten. 1958 wurde ein Konzept ausgearbeitet und 1961 mit dem Bau begonnen. Da im Gebiet unter der Leitung von Maria Teresa Parpagliolo auch auf die Schaffung von ausreichend Grünflächen geachtet wurde, ist es als Quartiere verde (Grünes Viertel) bekannt.
Casal Palocco wurde am 13. September 1961 durch Beschluss des Commissario Straordinario gegründet. Damals wurde der Ager Romanus in 59 Zonen geteilt, denen eine römische Zahl zugeteilt wurde und ein Z vorgestellt wurde. Davon wurden sechs an die neugegründete Gemeinde Fiumicino komplett und drei weitere teilweise ausgegliedert.

## Sehenswürdigkeiten
- San Timoteo
- Santa Maria Stella Maris
- San Carlo da Sezze